# Steriphopus wangala
Steriphopus wangala — вид павуків родини Palpimanidae. Описаний у 2024 році.

## Назва
Видовий епітет стосується свята врожаю Вангала, відомого як «фестиваль 100 барабанів», у народу гаро. Це свято проводиться на честь Салджонга, бога родючості, що відзначає кінець періоду праці та вказує на початок зимового сезону.

## Поширення
Ендемік Індії. Поширений в окрузі Вест-Гаро-Гіллз штату Мегхалая.